# Bühl (Simmelsdorf)
Bühl ([byːl] ) ist ein Gemeindeteil der Gemeinde Simmelsdorf im Landkreis Nürnberger Land (Mittelfranken, Bayern). Bühl liegt in der Gemarkung Hüttenbach.

## Geografie
Das Pfarrdorf liegt auf einem Bergsporn (440 m ü. NHN) zwischen dem oberen Schnaittachtal und dem Haunachtal. Es besteht im Wesentlichen aus der Kirche mit Friedhof, einem großen herrschaftlichen Pfarrhaus und einer Wohngemeinschaft (ehemalige Ausflugsgaststätte). Nördlich von Bühl befinden sich die Vier Linden beim Abendmahl, die Vier Linden beim Hohen Kreuz und die Fünf Pfarrlinden, die allesamt als Naturdenkmäler ausgezeichnet sind. Gemeindeverbindungsstraßen führen nach Hüttenbach zur Staatsstraße 2241 (0,6 km nordwestlich), nach Simmelsdorf ebenfalls zur St 2241 (0,6 km südlich) und zur Kreisstraße LAU 2 bei Diepoltsdorf (0,9 km östlich).

## Geschichte
Bühl wurde vermutlich im 8. Jahrhundert als Missionspfarrei des Bistums Eichstätt angelegt. Die erste Erwähnung erfolgte 1237 anlässlich eines Rechtsstreites zwischen dem Oberpfarrer und dem Dompropst von Bamberg.
Mit dem Gemeindeedikt wurde Bühl im Jahr 1808 dem Steuerdistrikt Hüttenbach und der Ruralgemeinde Hüttenbach zugewiesen. Im Zuge der Gebietsreform in Bayern wurde Bühl am 1. Januar 1972 nach Simmelsdorf eingegliedert.

## Barockkirche Mariae Heimsuchung
Die katholische Pfarrkirche in Bühl ist schon von weitem gut erkennbar (nachts beleuchtet). Sie steht auf dem hohen und weit ins Schnaittachtal ragenden Bergsporn unmittelbar oberhalb von Simmelsdorf. Die Gegend war schon um die Jahrtausendwende missioniert, die erste Erwähnung war 1227. Die heutige Bühler Kirche mit befestigtem Bergfriedhof stammt aus dem Jahre 1472. Auch der gotische Chor geht auf diese Zeit zurück, der spitze Turm stammt von 1558. 1714 bis 1755 wurde das Gebäude barockisiert. Johann Michael Doser fertigte die Kanzel und den Barockaltar mit fünf lebensgroßen Figuren, im Mittelpunkt Maria mit Strahlenkranz. Der linke Seitenaltar ist St. Wolfgang, der rechte St. Johannes gewidmet. Erwähnenswert sind die Grabinschriften der Adelsfamilie Lochner von Hüttenbach sowie das Grabmal des Hans Türriegel aus dem Jahre 1551. Der Bischof verlieh Bühl mit umfangreichem Landbesitz als Pfründe an Bamberger Domherren.

## Freizeit
Bühl ist Startpunkt für viele Wanderrouten in der Fränkischen Schweiz, zu Fuß in fünf Minuten vom Bahnhof Simmelsdorf aus zu erreichen. Durch den Ort verläuft der Fränkische Marienweg.